# 仁川國際機場高速公路
仁川國際機場高速公路（：／ Incheon Gukje Gonghang gosokdoro */?），是連接韓國仁川國際機場和京畿道高陽市的一條高速公路，長36.5公里。中間途經金浦國際機場和首爾特別市。
2000年全線通車。